# 菊地由希子
菊地 由希子（きくち ゆきこ、1954年2月6日 - ）は、日本の女優。宮城県石巻市出身。サイアン所属。
身長155cm。体重45kg。血液型AB型。
特技はジャズダンス、キャットカーヴィング。保母資格、幼稚園教諭2級の資格を持つ。

## 出演作品

### テレビドラマ
- 愛の劇場 / ママまっしぐら!（2000年） - 長崎里子
- 木曜ドラマ / 動物のお医者さん（2003年） - 主婦
- 土曜ワイド劇場
  - 交渉人（2005年）
  - タクシードライバーの推理日誌
    - 第22作（2006年）
    - 第32作（2013年） - 隣人

  - ヤメ検の女 第5作（2014年） - 被災者
- 月曜ミステリー劇場 / 万引きGメン・二階堂雪 第13作（2005年）
- 相棒
  - （2005年） - 隣人
  - （2007年） - 安田富美代
- 心霊探偵 八雲（2006年）
- クロサギ（2006年）
- 月曜ゴールデン
  - 万引きGメン・二階堂雪 第15作（2007年） - 家政婦
  - 駅弁刑事・神保徳之助 第3作（2009年） - 駅弁売り
- 鬼嫁日記 いい湯だな（2007年）
- ハンチョウ〜神南署安積班〜（2009年） - 隣人
- DRAMA COMPLEX / 二千人の孤児の母 澤田美喜物語（2006年）
- サイン（2011年）
- 水曜ミステリー9 / 鉄道警察官・清村公三郎 第8作（2012年） - スーパーの店員
- 警視庁捜査一課9係
  - （2012年） - 田端明子
  - （2015年） - 事務員
- ドラマWスペシャル / 尾根のかなたに〜父と息子の日航機墜落事故〜（2012年）
- 天国の恋（2013年）
- 55歳からのハローライフ（2014年）
- 家政夫のミタゾノ（2019年）
- 弁護士ソドム 第2話（2023年） - 隣人
- アンメット ある脳外科医の日記 第1話（2024年） - 三上恵子
- 社内処刑人～彼女は敵を消していく～ 第7話（2024年5月31日、関西テレビ） - 白石沙希・のぞみの母 役
- ヒロシの心霊キャンプ 第5話「私も」（2024年10月24日、BS日テレ） - 登山客 役
- プライベートバンカー 第1話（2025年1月9日、テレビ朝日） - 家政婦 役

### テレビ番組
- やさしいうた（2009年）
- 魔女たちの22時（2011年）
- 総合診療医ドクターG（2016年）

### 映画
- しあわせになろうね（1998年）
- 存在（2001年）
- 初恋（2006年）
- パッチギ! LOVE&PEACE（2007年）
- ミッドナイト・イーグル（2007年）
- 短編映画「アライ蜂の巣」（2008年）
- カルト（2013年） - 妙子
- いろはにリフォーム（2019年） - そば屋のおばちゃん

### Vシネマ
- 女衒（2003年）

### CM
- NEC BIGLOBE（2002年）
- アメリカンホーム保険会社「ザ・大人の医療保険」（2006年）
- サントリー ボス（2012年）
- ダイハツ・ミライース（2012年）
- NTT東日本「秋の電報篇」（2012年）
- 中外製薬 ドラマ仕立て広告（2016年） - 患者
- 共立メンテナンス（2014年 - 2019年） - 寮母

### 舞台
- クリスマスローズ（2000年）
- 嘘でもいいから殺人事件（2001年） - 三枝静香
- 続・霊安室のハムレット（2010年）

### ラジオドラマ
- ハートストーリーズ「そうじ」（2013年） - 母親

### VP
- パルシステム生活協同組合連合会 新人社員研修VP「『ありがとう』の手紙」（2010年） - 主演
- NKSJリスクマネジメント 食品事業者向けコンプライアンス確立等研修会（2011年）
- TOYOTAコンセプトムービー（2014年） - 小原志津